# Оходза (Вонґровецький повіт)
Оходза (пол. Ochodza, нім. Oschütz) — село в Польщі, у гміні Вонґровець Вонґровецького повіту Великопольського воєводства.
Населення — 317 осіб (2011).
У 1975-1998 роках село належало до Пільського воєводства.

## Демографія
Демографічна структура станом на 31 березня 2011 року:
|          | Загалом | Допрацездатний вік | Працездатний вік | Постпрацездатний вік |
| -------- | ------- | ------------------ | ---------------- | -------------------- |
| Чоловіки | 154     | 32                 | 110              | 12                   |
| Жінки    | 163     | 43                 | 94               | 26                   |
| Разом    | 317     | 75                 | 204              | 38                   |